# Ministerio de Planificación del Desarrollo (Bolivia)
El Ministerio de Planificación del Desarrollo, antes llamado Ministerio de Desarrollo Sostenible y Medio Ambiente, es un ministerio de Bolivia que tiene como misión planificar y coordinar el desarrollo integral del país. El actual ministro es Sergio Armando Cusicanqui Loayza.

## Estructura
El Ministerio cuenta con tres viceministerios:
- Viceministerio de Coordinación y Planificación.
- Viceministerio de Planificación Estratégica del Estado.
- Viceministerio de Inversión Pública y Financiamiento Externo.

## Ministros
El actual Ministro de Planificación del Desarrollo es Sergio Armando Cusicanqui Loayza
- Mariana Prado (Hasta el 10 de noviembre de 2019)[3]
- Carlos Melchor Díaz Villavicencio (2019-2020)
- Felima Gabriela Mendoza (10 de noviembre de 2020- 9 de junio de 2022)
- Sergio Armando Cusicanqui Loayza (9 de junio de 2022 - Actualidad)